# Astronomy Domine
Pistes de 
 The Piper at the Gates of Dawn
Lucifer Sam
Astronomy Domine (ou Astronomy Dominé) est une chanson du groupe britannique Pink Floyd, écrite et composée par Syd Barrett. C'est la première chanson de l'album The Piper at the Gates of Dawn.

## Réalisation
Astronomy Domine est chanté par Syd Barrett et Rick Wright. Peter Jenner, le manager du groupe à l'époque, apparaît dans l'introduction de la chanson lisant des noms d'astres dans un mégaphone simulant des liaisons radio entre une base de contrôle et des astronautes, puis suivi de messages Morse (Rick Wright).
La prononciation correcte du « Domine » du titre est « Domini » plutôt que « Domin » ou « Domaïne », comme on peut le constater dans les enregistrements de concerts où Roger Waters annonce le titre de la chanson.
C'était une chanson populaire, régulièrement jouée en concert : elle est la première du disque live de l'album Ummagumma, en 1969, avec au chant David Gilmour, le remplaçant de Barrett, accompagné de Rick Wright. La durée y est de 8 min 29 s, la chanson ayant été rallongée par la répétition du premier couplet et la greffe d'un solo très doux d'orgue au milieu, qui monte en crescendo graduellement jusqu'au dernier couplet.
Astronomy Domine disparaît des concerts du groupe vers la mi-1971 pour réapparaître en tant que première  chanson de certains concerts de la tournée de 1994. Une version live issue d'un concert à Miami apparaît en face B du single Take It Back, et une autre, issue de l'un des concerts londoniens, est incluse dans le double album P·U·L·S·E. Elle apparaît également sur la compilation Echoes: The Best of Pink Floyd (2001).

## Personnel
- Syd Barrett : Chant, guitare électrique Fender Esquire
- Roger Waters : Guitare basse Rickenbacker 4001
- Rick Wright : Chant, orgue
- Nick Mason : Batterie
- Peter Jenner : Mégaphone (au début)

## Reprises
Le groupe de métal progressif Voivod a repris cette chanson sur son album de 1989 Nothingface, de même que le groupe
Violeta de Outono sur son album Early Years.